# International Gold Cup 1962
International Gold Cup 1962 je bila osemnajsta neprvenstvena dirka Formule 1 v sezoni 1962. Odvijala se je 1. septembra 1962 na dirkališču Outlon Park v Cheshiru.

## Rezultati

### Štartna vrsta
|  | _______1_______ Richie Ginther 1:38,6   |                                       | _______2_______ Jim Clark 1:38,6        |                                           | _______3_______ Graham Hill 1:39,0       |                                      | _______4_______ Bruce McLaren 1:40,0            |
|  |                                         | _______5_______ Jack Brabham 1:40,4   |                                         | _______6_______ John Surtees 1:40,4       |                                          | _______7_______ Innes Ireland 1:40,8 |                                                 |
|  | _______8_______ Roy Salvadori 1:41,0    |                                       | _______9_______ Bruce Johnstone 1:42,0  |                                           | _______10_______ Trevor Taylor 1:42,2    |                                      | _______11_______ Gary Hocking 1:43,2            |
|  |                                         | _______12_______ Jo Bonnier 1:45,4    |                                         | _______13_______ Masten Gregory 1:45,6    |                                          | _______14_______ Tony Shelly 1:45,6  |                                                 |
|  | _______15_______ Ian Burgess 1:45,8     |                                       | _______16_______ Philip Robinson 1:46,0 |                                           | _______17_______ Jack Lewis 1:46,6       |                                      | _______18_______ Carel Godin de Beaufort 1:47,0 |
|  |                                         | _______19_______ Gerry Ashmore 1:48,8 |                                         | _______20_______ Wolfgang Seidel - -- --- |                                          | _______21_______ Graham Eden 1:54,0  |                                                 |
|  | _______22_______ Günther Seifert 1:56,4 |                                       | _______23_______ Bernard Collomb 2:00,2 |                                           | _______24_______ Tony Settember - -- --- |                                      | _______25_______ Keith Greene - -- ---          |

### Dirka
| Poz | Dirkač                  | Moštvo                         | Dirkalnik     | Krogi | Čas/Odstop      | Št. m. |
| --- | ----------------------- | ------------------------------ | ------------- | ----- | --------------- | ------ |
| 1   | Jim Clark               | Team Lotus                     | Lotus 25      | 73    | 2:03:46,6       | 2      |
| 2   | Graham Hill             | Owen Racing Organisation       | BRM P57       | 73    | + 1:17,6 s      | 3      |
| 3   | Jack Brabham            | Brabham Racing Organisation    | Brabham BT3   | 70    | +3 krogi        | 5      |
| 4   | Bruce Johnstone         | Owen Racing Organisation       | BRM P57       | 70    | +3 krogi        | 9      |
| 5   | Tony Shelly             | John Dalton                    | Lotus 18/21   | 69    | +4 krogi        | 14     |
| 6   | Masten Gregory          | UDT-Laystall Racing Team       | Lotus 24      | 69    | +4 krogi        | 13     |
| 7   | Carel Godin de Beaufort | Ecurie Maarsbergen             | Porsche 718/2 | 68    | +5 krogov       | 18     |
| 8   | Gerry Ashmore           | Gerry Ashmore                  | Lotus 18      | 67    | +6 krogov       | 19     |
| 9   | Bernard Collomb         | Bernard Collomb                | Cooper T53    | 61    | +12 krogov      | 23     |
| 10  | Günther Seiffert        | Autosport Team Wolfgang Seidel | Lotus 18      | 50    | +23 krogov      | 22     |
| Ods | Gary Hocking            | Tim Parnell                    | Lotus 18/21   | 62    | Črpalka za olje | 11     |
| Ods | Ian Burgess             | Anglo-American Equipe          | Cooper Spl    | 53    | Črpalka za olje | 15     |
| Ods | Bruce McLaren           | Cooper                         | Cooper T60    | 39    | Ogenj           | 4      |
| Ods | John Surtees            | Bowmaker Racing Team           | Lola Mk4      | 33    | Ventil          | 6      |
| Ods | Richie Ginther          | Owen Racing Organisation       | BRM P57       | 31    | Bat             | 1      |
| Ods | Jack Lewis              | Ecurie Galloise                | Cooper T53    | 28    | Odpadlo kolo    | 17     |
| Ods | Graham Eden             | Gerry Ashmore                  | Lotus 18      | 27    | Motor           | 21     |
| Ods | Innes Ireland           | UDT-Laystall Racing Team       | Lotus 24      | 27    | Sklopka         | 7      |
| Ods | Keith Greene            | Gilby Engineering              | Gilby         | 26    | Menjalnik       | 25     |
| Ods | Roy Salvadori           | Bowmaker Racing Team           | Lola Mk4      | 17    | Plin            | 8      |
| Ods | Trevor Taylor           | Team Lotus                     | Lotus 24      | 17    | Menjalnik       | 10     |
| Ods | Jo Bonnier              | Rob Walker Racing Team         | Lotus 24      | 12    | Menjalnik       | 12     |
| Ods | Philip Robinson         | A. Robinson & Sons             | Lotus 18/21   | 1     | Motor           | 16     |
| DNS | Wolfgang Seidel         | Autosport Team Wolfgang Seidel | Lotus 24      |       | Brez licence    | (20)   |
| DNS | Tony Settember          | Emeryson Cars                  | Emeryson      |       | Samo treniral   | (24)   |
| DNS | Chris Ashmore           | Gerry Ashmore                  | Lotus 18      |       | Brez dirkalnika | -      |